# 隆兴乡 (宜宾市)
隆兴乡，是中华人民共和国四川省宜宾市叙州区曾经下辖的一个乡。2019年8月，撤销李场镇、古柏镇和隆兴乡，设立樟海镇，以原李场镇、原古柏镇和原隆兴乡所属行政区域为樟海镇的行政区域。

## 行政区划
隆兴乡撤销前下辖以下地区：
隆兴社区、双石村、堰坝村、坪上村、林石村、大龙村、隆兴村、水口村、合理社区村、富来村、玉河村、九丰村、犀牛村、仙马村、齐心村、长宁村、越溪村、高峰村、安靖村、和丰村和新坝村。